# ماتو
ماتو (Mattuu) هي مدينة سوق ووريدا منفصلة في جنوب غرب  إثيوبيا. 

## الموقع
تقع في منطقة إيلوبابور في أوروميا على طول نهر سور.
وترتفع المدينة عن سطج البحر حوالي 1605 متر.
كانت ميتو عاصمة مقاطعة إيلوبابور السابقة من عام 1978 حتى اعتماد الدستور الجديد في عام 1995. 

## الاقتصاد
كانت ميتو سوقًا مهمًا لتجارة البن، حيث كان العديد من الأجانب يقيمون في المدينة منذ ثلاثينيات القرن الماضي لشراء المحاصيل من المزارعين المحليين.

## المنشآت
في هذا التاريخ المبكر، تم ربط المدينة عبر الهاتف بجور وأديس أبابا.  مصدر الكهرباء في المدينة هو محطة سور الكهرومائية القريبة.  يوجد بالمدينة أيضًا مدرسة ثانوية ومستشفى.

## الشلالات
تشتهر مدينة ميتو بشلالاتها المحلية، وأشهرها شلالات سور والغابات المحيطة بها مع الحياة البرية.

## تاريخ
وذكرت صحيفة أورجي الأسبوعية الخاصة في 11 تموز / يوليه 1995 أن حوالي 400 سجين قد فروا عندما انفجرت قنبلة يدوية في سجن بشاري في ميتو. أسفر الحادث عن مقتل حراس السجن على الفور بالإضافة إلى ستة أشخاص آخرين على الأقل. 

## عدد السكان
أفاد التعداد الوطني لعام 2007 أن إجمالي عدد سكان ميتو بلغ 28782 نسمة، منهم 14400 من الرجال و 14382 من النساء.

## الديانات
يمارس غالبية السكان المسيحية الأرثوذكسية الإثيوبية، حيث أفاد 47.55٪ من السكان أنهم يعتنقون هذا المعتقد، بينما قال 26٪ من السكان إنهم مسلمون، و 26٪ بروتستانت. 